# Hraniční potok (přítok Svatavy)
Hraniční potok je drobný horský tok v Krušných horách v okrese Sokolov v Karlovarském kraji, pravostranný přítok Svatavy. Po celou délku toku protéká potok přírodním parkem Leopoldovy Hamry.
Délka toku měří 4,1 km.

## Průběh toku
Potok pramení v Krušných horách v nadmořské výšce 770 metrů na severovýchodním svahu Počáteckého vrchu (819 m).
Zalesněnou krajinou teče potok severním až severovýchodním směrem v hluboce zařízlém korytě pod strmými svahy okolních vrchů. Přibírá několik drobných nepojmenovaných potoků, až v zaniklé obci Hraničná dospěje k železniční trati a rovněž k silnici, které směřují na hraniční přechod Kraslice / Klingenthal. Podtéká trať i silnici a po necelých 100 metrech, ve vzdálenosti asi 0,5 km od státní hranice, napájí drobný rybníček a vzápětí se vlévá do Svatavy jako její pravostranný přítok.